# Angelica (cantante)
Donatella Farinelli, nota con lo pseudonimo Angelica (Castelleone, 14 giugno 1947), è una cantante italiana.

## Biografia
Inizia l'attività cantando nella Schola Cantorum della sua parrocchia, mentre lavora come disegnatrice edile ancora giovanissima; partecipa poi a molti concorsi canori, in cui si classifica sempre in buone posizioni, finché non viene notata da Luciana Medini, autrice del testo della canzone In punta di piedi dello Zecchino d'Oro 1963 e discografica della Radio Records (etichetta di proprietà delle Edizioni musicali Sidet, distribuita dall'Ariston Records) e autrice di testi (suoi sono quelli di alcune tra le prime incisioni di Franco Battiato, come La torre e Triste come me), che le propone un contratto discografico.
Dotata di una voce gradevole e di una decisamente bella presenza, riesce subito a farsi notare anche in televisione: nel 1969 incide la sigla del programma televisivo Pianofortissimo, Improvviso, condotto da Silvana Giacobini, e partecipa a Settevoci, il programma condotto da Pippo Baudo.
L'anno successivo partecipa a Un disco per l'estate con la canzone Con il mare dentro agli occhi, arrangiata dal maestro Giulio Libano, brano che riscuote un discreto successo: viene pubblicato in due versioni (con diversa copertina e diverso lato B), ed anche in Germania, cantato in tedesco.
Nel 1971 incide la canzone autobiografica La mia storia in due versioni, nel dialetto del suo paese (Castelleone in provincia di Cremona) ed in italiano.
Partecipa poi al Festival di Sanremo 1972 con Portami via, canzone che ricorda certe melodie cantate nello stesso periodo da Iva Zanicchi (come Un fiume amaro), scritta dal maestro Mario Mellier (che dirige l'orchestra al Festival) e dalla Medini. Nello stesso anno pubblica il suo primo 33 giri e l'anno successivo il secondo (solo per il mercato giapponese).
Dopo il matrimonio e la nascita dei due figli decide di dedicarsi alla famiglia e di abbandonare l'attività musicale, restando nel suo paese natale dove il marito gestisce un negozio di parrucchiere per signora.

## Discografia

### Album
- 1972 Angelica (Radio Records, RRSSP 5500101)

### Singoli
- 1969 La pioggia cadeva/...e vedrai (Radio Records, RR 1025)
- 1969 Quando te ne vai/C'era una volta qualcuno (Radio Records, RR 1027)
- 1969 Improvviso/La pioggia cadeva (Radio Records, RR 1039)
- 1970 Con il mare dentro agli occhi/...e suonavano così (Radio Records, RR 1040)
- 1970 Con il mare dentro agli occhi/Quel telefono (Radio Records, RR 1045)
- 1971 La mia storia/Il regno d'amore (Radio Records, RR 1061)
- 1972 Portami via/...e suonavano così (Radio Records, RR 1063)

### Discografia fuori dall'Italia

#### Germania
Singoli
- 1970 Heut’ Beginnt für mich das Leben/Alles Geht Vorbei (United Artists, 35 209)

#### Giappone
Album
- 1973 L'amore l'amore (Globe Victor, SJET 8376)